# Myodes rufocanus
Myodes rufocanus é uma espécie de roedor da família Cricetidae.
Pode ser encontrada nos seguintes países: Japão e Rússia.
Os seus habitats naturais são: florestas temperadas.